# Castle Hayne
Castle Hayne – jednostka osadnicza w Stanach Zjednoczonych, w stanie Karolina Północna, w hrabstwie New Hanover.